# Onofrio della Cava
Onofrio della Cava (fl. XV secolo) è stato un architetto italiano, celebre per aver costruito l'acquedotto di Ragusa di Dalmazia.

## Biografia
Originario di Cava de' Tirreni presso Salerno, venne chiamato dal Senato della Repubblica di Ragusa per costruire un acquedotto che approvvigionasse d'acqua potabile la città. Egli eresse quindi un acquedotto che, lungo dodici chilometri, portava acqua dolce dalla sorgente del fiume Ombla nella città, dove costruì due fontane monumentali, la maggiore delle quali, la Fontana di Onofrio, porta il suo nome.
La data della morte è incerta, ma secondo alcuni documenti essa sarebbe avvenuta il 5 gennaio 1479.